# Apochthonius diabolus
Espèce
Apochthonius diabolus est une espèce de pseudoscorpions de la famille des Chthoniidae.

## Distribution
Cette espèce est endémique d'Arkansas aux États-Unis. Elle se rencontre dans le comté de Washington.

## Description
Le mâle holotype mesure 2,19 mm.

## Étymologie
Son nom d'espèce lui a été donné en référence au lieu de sa découverte, le parc d'État Devil's Den.

## Publication originale
- Muchmore, 1967 : New cave pseudoscorpions of the genus Apochthonius (Arachnida: Chelonethida). Ohio Journal of Science, vol. 67, no 2, p. 89-95 (texte intégral).